# Јунченг
Јунченг (运城) град је Кини у покрајини Шанси. Према процени из 2009. у граду је живело 208.476 становника.

## Становништво
Према процени, у граду је 2009. живело 208.476 становника.
| 1990.   | 2009    |
| ------- | ------- |
| 159.807 | 208.476 |